# Couleuvre
 Couleuvre  es una población y comuna francesa, situada en la región de Auvernia, departamento de Allier, en el distrito de Moulins y cantón de Lurcy-Lévis.

## Demografía
| 1196 | 1126 | 900 | 796 | 716 | 645 |
| Para los censos de 1962 a 1999 la población legal corresponde a la población sin duplicidades (Fuente: INSEE [Consultar]) |      |     |     |     |     |